# Heracles Almelo
Heracles Almelo – holenderski klub piłkarski z siedzibą w Almelo. Został założony w 1903 roku.

## Historia
Klub założony został 3 maja 1903 roku, w 1974 zmienił nazwę na SC Heracles '74, zaś w 1998 powrócił do pierwotnej (i obecnej) nazwy. Heracles to dwukrotny mistrz Holandii z lat 1927 i 1941 roku.

## Sukcesy
- Mistrzostwa Holandii:
  - mistrzostwo (2): 1926/1927, 1940/1941
- Eerste divisie:
  - mistrzostwo (2): 1984/1985, 2004/2005
- Puchar Holandii:
  - finał (1): 2011/2012

## Europejskie puchary
Legenda do wszystkich tabel:
- Q – runda eliminacyjna, 1/16, 1/8, 1/4, 1/2 – odpowiednia faza rozgrywek, Grupa – runda grupowa, 1r gr – pierwsza runda grupowa, 2r gr – druga runda grupowa, F – finał, R – runda, PO – play-off
- k. – rzuty karne, los. – losowanie, Dogr. – dogrywka, w. – zasada bramek strzelonych na wyjeździe

| Sezon   | Rozgrywki   | Runda | Przeciwnik | Dom | Wyjazd | Ogólnie |
| ------- | ----------- | ----- | ---------- | --- | ------ | ------- |
| 2016/17 | Liga Europy | 3Q    | FC Arouca  | 1–1 | 0–0    | 1–1, w. |

## Skład na sezon 2017/2018
| Nr | Poz. | Piłkarz                                   |
| -- | ---- | ----------------------------------------- |
| 1  | BR   | Bram Castro                               |
| 2  | OB   | Tim Breukers                              |
| 3  | OB   | Dries Wuytens                             |
| 4  | OB   | Robin Pröpper                             |
| 5  | OB   | Bart van Hintum                           |
| 6  | OB   | Dario Van den Buijs                       |
| 7  | NA   | Brahim Darri                              |
| 8  | PO   | Lerin Duarte                              |
| 9  | NA   | Paul Gladon (wypożyczony z Wolverhampton) |
| 12 | OB   | Wout Droste                               |
| 14 | PO   | Mohammed Osman                            |
| 15 | NA   | Jaroslav Navrátil                         |
| 16 | BR   | Renze Fij                                 |
| 17 | PO   | Brandley Kuwas                            |
| 18 | NA   | Kristoffer Peterson                       |

| Nr | Poz. | Piłkarz                                 |
| -- | ---- | --------------------------------------- |
| 19 | NA   | Vincent Vermeij                         |
| 20 | PO   | Peter van Ooijen                        |
| 21 | PO   | Sebastian Jakubiak                      |
| 22 | OB   | Roland Baas                             |
| 23 | NA   | Kai Huisman                             |
| 24 | NA   | Gor Agbaljan                            |
| 25 | NA   | Zeki Erkilinc (wypożyczony z FC Twente) |
| 26 | BR   | Harm Zeinstra                           |
| 27 | PO   | Niels Leemhuis                          |
| 28 | BR   | Michael Brouwer                         |
| 29 | PO   | Reuven Niemeijer                        |
| 30 | OB   | Tim van de Berg                         |
| 34 | OB   | Jeff Hardeveld                          |
| 35 | PO   | Jamiro Monteiro                         |